# Maximilian Schwedler

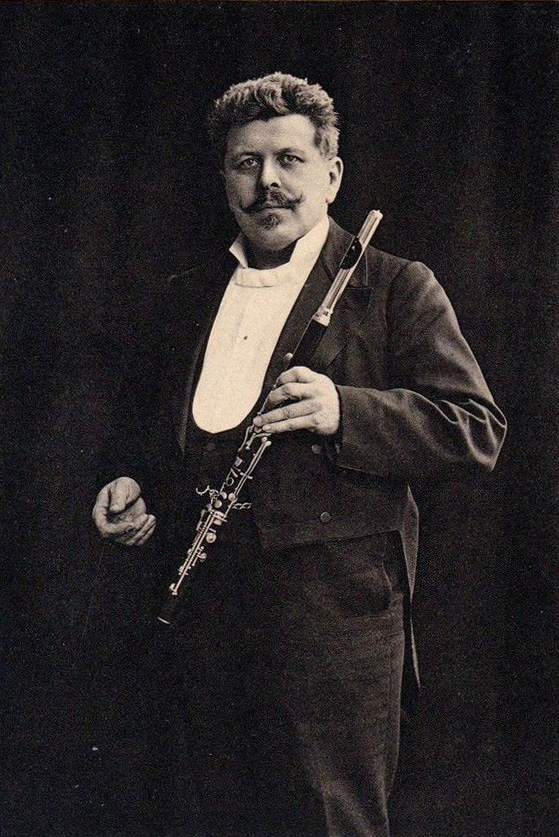
Maximilian Schwedler (1900)

Maximilian Schwedler (* 31. März 1853 in Hirschberg, Schlesien; † 16. Januar 1940 in Leipzig) war ein deutscher Flötist und Flötenbauer.

## Leben
Schwedler studierte in Dresden bei dem Flötisten Friedrich August Meinel. 1881 wechselte er als Soloflötist vom Stadttheater Düsseldorf zum Theater- und Gewandhausorchester Leipzig und blieb bis 1917 in dieser Position. Johannes Brahms äußerte sich anlässlich der Leipziger Erstaufführung seiner 4. Sinfonie 1886 lobend über Schwedlers Spiel, und verschiedene Komponisten widmetem ihm Werke, so 1908 Carl Reinecke sein Flötenkonzert op. 283. Später erhielt er den Professorentitel, lehrte am Konservatorium Leipzig und war als Notenherausgeber tätig. 1897 verfasste er das Buch Katechismus der Flöte und des Flötenspiels (1923 überarbeitet als Flöte und Flötenspiel). 1940 setzte er seinem Leben selbst ein Ende. 
In Leipzig war Schwedler Mitglied der Freimaurerloge Apollo.
Maximilian Schwedler lehnte als einer der letzten großen Flötisten die Bauform der Böhmflöte ab und bevorzugte die auf die Traversflöte zurückgehende konische Bauweise. Ab 1885 betätigte er sich selbst im Flötenbau und entwickelte gemeinsam mit dem Erfurter Flötenbauer Friedrich Wilhelm Kruspe und später dessen Sohn Carl einen mehrfach verbesserten und als „Schwedler-Kruspe-Reformflöte“ bekannt gewordenen Bautyp.